# ペガスス座ガンマ星
ペガスス座γ星は、ペガスス座の恒星で3等星。ペガススの大四辺形を形成する恒星では、唯一の3等星である。なお、古い史料（例えば 『フラムスティード星図』）では2等星にランクされていた。

## 特徴
青白いB型準巨星で、2.78 - 2.89等の間を約0.152日周期で変光するケフェウス座β型脈動変光星でもある。

## 名称
固有名のアルゲニブ (Algenib) は、かつてはアルジェニブと表記されたこともあり、Algemo と表記するものもある。その語源に関しては、次の2説がある：
- ペルセウス座α星に与えられた Algenib から誤って命名されたとするもの[11]。この説ではアラビア語の al-janb （［アル＝ヂャンブ］、「脇腹」の意）が語源となる[8][11]。
- 「馬（ペガスス座のこと）の翼」から来たとするもの。この説ではアラビア語の al-janāh （［アル＝ヂャナーハ］、「翼」の意）が語源となる[8]。

かつてはペルセウス座α星も同じアルゲニブという固有名でも呼ばれていたが、2016年6月30日に国際天文学連合の恒星の命名に関するワーキンググループ (Working Group on Star Names, WGSN) は、Argenib をペガスス座γ星の固有名として承認し、同年7月20日に Mirfak をペルセウス座α星の固有名として承認した。